# نايف لطيفة
نايف أحمد لطيفة هو لاعب كرة قدم سعودى يلعب في نادي مضر.

## مسيرة اللاعب
لعب في نادي الفيحاء ونادي الزلفي ونادي طويق ونادي اللواء ونادي الروضة ونادي الريان ونادي مضر.